# 克蘭茲峰
86°31′S 155°24′W / 86.517°S 155.400°W
克蘭茲峰（Kranz Peak），是南極洲的山峰，位於阿蒙森海岸，處於普日維托夫斯基山西北面11公里，屬於毛德王后山脈的一部分，海拔高度2,680米，現時由南極條約體系管理。